# Cleome procumbens
Cleome procumbens är en paradisblomsterväxtart. Cleome procumbens ingår i släktet paradisblomstersläktet, och familjen paradisblomsterväxter.

## Underarter
Arten delas in i följande underarter:
- C. p. obtusa
- C. p. procumbens
- C. p. wrightii
- C. p. arenaria